# Neurogomphus
Neurogomphus is een geslacht van libellen (Odonata) uit de familie van de rombouten (Gomphidae).

## Soorten
Neurogomphus omvat 16 soorten:
- Neurogomphus agilis (Martin, 1908)
- Neurogomphus alius Cammaerts, 2004
- Neurogomphus angustisigna Pinhey, 1971
- Neurogomphus carlcooki Cammaerts, 2004
- Neurogomphus chapini (Klots, 1944)
- Neurogomphus cocytius Cammaerts, 2004
- Neurogomphus dissimilis Cammaerts, 2004
- Neurogomphus featheri Pinhey, 1967
- Neurogomphus fuscifrons Karsch, 1890
- Neurogomphus martininus (Lacroix, 1921)
- Neurogomphus paenuelensis Cammaerts, 2004
- Neurogomphus pallidus Cammaerts, 1967
- Neurogomphus pinheyi Cammaerts, 1968
- Neurogomphus uelensis Schouteden, 1934
- Neurogomphus wittei Schouteden, 1934
- Neurogomphus zambeziensis Cammaerts, 2004